# کهنوج (ماهان)
کهنوج، روستایی است از توابع بخش ماهان شهرستان کرمان در استان کرمان ایران.

## جمعیت
این روستا در دهستان ماهان قرار داشته و از زیبایی های فوق العاده چشمگیری برخوردار می باشد. قابل توجه است بدانید که براساس آخرین سرشماری مرکز آمار ایران که در سال ۱۳۸۵ صورت گرفته، جمعیت آن ۱۸۹نفر (۵۳خانوار) بوده‌است.